# 에이콘 (프로게이머)
에이콘(본명: 최천주, 1990년 7월 13일 ~ )은 대한민국의 전직 리그 오브 레전드 프로게이머이자 현 프로게임단 지도자로 선수 시절 아이디는 Acorn, 포지션은 탑 라이너였으며 현재 Dplus KIA의 감독으로 재직 중이다.

## 선수 시절
2012년 GSG에 입단하면서 프로 커리어를 시작했다. 2012-2013시즌 팀의 NLB 우승에 기여했다.
2013년 2월, 삼성 갤럭시 블루에 입단했다. 2013 스프링 시즌에서는 롤챔스에서 조기 탈락하며 NLB로 내겨갔다. 2013년 LoL 클럽 마스터즈 우승에 기여하기도 했다.
2013-2014 윈터 시즌에서는 챔피언스에서 부진한 모습을 보여주었으며 NLB로 내려갔다. NLB에서는 괜찮은 모습을 보여주면서 팀의 3위에 기여했다. 2014년 LoL 클럽 마스터즈 우승에 기여했다. 스프링 시즌에서는 좋은 모습을 보여주면서 팀의 우승에 기여했다. 서머 시즌에서도 좋은 모습을 지속적으로 보여주었으며 팀의 준우승에 기여했다. 리그 오브 레전드 월드 챔피언십 2014에 참가하였다. 롤드컵에서는 좋지 못한 모습을 보여주었으며 4강에서 탈락했다.
2015시즌을 앞두고 LGD 게이밍에 입단했다. LGD 게이밍에서는 플레임과 주전 경쟁을 하면서 번갈아 출전했다. 롤드컵에 출전했으며 롤드컵 2015에서는 좋지 못한 모습을 보이면서 조별리그에서 탈락했다.
2016시즌을 앞두고 팀의 플레잉 코치로 부임했다.
2016년 5월, 세인트 게이밍에 입단했다. 세인트 게이밍에서 좋은 모습을 보여주었다. 
2017년 4월, 팀에서 퇴단했으며 이후 현역에서 은퇴했다.

## 지도자 생활
2018시즌을 앞두고 LGD 게이밍의 감독으로 부임했다. 2018년 5월, 감독직에서 물러났다.
2019시즌을 앞두고 킹존 드래곤 X의 코치로 부임했다.
2020시즌을 앞두고 KT 롤스터의 코치로 부임했다. 2022시즌 종료 후 계약을 종료했다.
2023시즌읊 앞두고 DWG KIA의 감독으로 부임했다.

## 소속팀

### 선수
| # | 팀명             | 소속 기간             | 소속 리그 | 비고 |
| - | ---------------- | --------------------- | --------- | ---- |
| 1 | GSG              | 2012~2013.02.13       | LCK       |      |
| 2 | 삼성 갤럭시 블루 | 2013.02.13~2014.12.09 | LCK       |      |
| 3 | LGD 게이밍       | 2014.12.09~2016.05.17 | LPL       |      |
| 4 | 세인트 게이밍    | 2016.05.17~2017.04.08 | LPL       |      |

### 지도자
| # | 팀명          | 직책 | 소속 기간             | 소속 리그 | 비고 |
| - | ------------- | ---- | --------------------- | --------- | ---- |
| 1 | LGD 게이밍    | 감독 | 2017.12.21~2018.05.31 | LPL       |      |
| 2 | 킹존 드래곤 X | 코치 | 2018.12.06~2019.10.02 | LCK       |      |
| 3 | KT 롤스터     | 코치 | 2019.11.15~2022.11.07 | LCK       |      |
| 4 | Dplus KIA     | 감독 | 2022.11.23~           | LCK       |      |

## 수상 내역

### 선수
- 컨디션 헛개수 나이스게임TV 리그 오브 레전드 배틀 윈터 2012-2013 우승
- LoL 클럽 마스터즈 2013 우승
- 리그 오브 레전드 챔피언스 스프링 2014 우승
- SK텔레콤 LTE-A LoL 마스터즈 2014 우승
- 리그 오브 레전드 챔피언스 서머 2014 준우승
- 리그 오브 레전드 월드 챔피언십 2014 4강
- 월드 게임 마스터 토너먼트 2014 우승
- 리그 오브 레전드 프로리그 스프링 2015 준우승
- 리그 오브 레전드 프로리그 서머 2015 우승